# Моя ужасная няня
«Моя ужасная няня» (англ. Nanny McPhee, дословно — «Няня МакФи») — художественный фильм в жанре фэнтези-комедии, поставленный режиссёром Кирком Джонсом по мотивам серии книг Кристианны Брэнд «Няня Матильда». Автором сценария выступила исполнительница главной роли Эмма Томпсон.

## Сюжет
Седрик Браун — вдовец и любящий отец семерых детей: Саймона, Торы, Лили, Эрика, Кристианны, Себастьяна и Агаты. Он только и делает, что работает в похоронном бюро и не может уделять детям достаточно внимания. Оставшиеся без присмотра дети всеми силами противятся попыткам привести в дом няню. В результате они изводят целых 17 нянь.
Но неожиданно объявляется няня-волшебница Матильда МакФи, которой, к удивлению отца и самих детей, удаётся усмирить их. Ребята продолжают попытки избавиться от няни, но понимают, что полюбили её.

## В ролях

### Взрослые
- Эмма Томпсон — няня Матильда МакФи
- Колин Ферт — мистер Седрик Браун
- Келли МакДональд — Эванджелина
- Анджела Лэнсбери — герцогиня Аделаида Стич
- Имельда Стонтон — миссис Блэзервик
- Селия Имри — миссис Сельма Квикли

### Дети
- Томас Броди Сэнгстер — Саймон Дэвид Браун
- Элиза Беннетт — Тора Айлабелла Браун
- Дженнифер Рэй Дэйкин — Лилиана Джастин Браун (она же Лили)
- Рафаэль Коулмэн — Эрик Адам Браун
- Сэм Хонивуд — Себастьян Фрэнк Браун
- Холли Гиббс — Кристианна Ханна Браун
- Хебе Барнс, Зинния Барнс — Агата Роуз Браун

## Съёмочная группа
- Режиссёр — Кирк Джонс
- Сценарий — Кристианна Брэнд (роман), Эмма Томпсон
- Продюсеры — Тим Беван, Дэвид Браун, Лиза Чейсин, Линдсей Доран, Эрик Феллнер, Дебра Хейярд, Глайнис Мюррей
- Композитор — Патрик Дойл
- Оператор — Генри Брэхам

## Продолжение
В 2010 году вышел сиквел картины под названием «Моя ужасная няня 2» с Эммой Томпсон в главной роли. Фильм также был снят по мотивам книг Кристианны Бренд «Няня Матильда».